# Eleonora Zouganeli
Eleonora Zouganeli (griechisch Ελεωνόρα Ζουγανέλη, * 1. Februar 1983 in Marousi) ist eine griechische Sängerin.

## Leben und Karriere
Zouganeli ist die Tochter von Isidora Sideri und dem Schauspieler und Sänger Iannis Zouganelis. Seit 2020 ist sie mit dem Rechtsanwalt Spyros Dimitriou verheiratet und lebt in Athen.
Schon als Kind nahm Zouganeli an Aufführungen des Kindertheaters teil und sang. Nach ihrer schauspielerischen Ausbildung machte sie ihr Debüt als Sängerin 2004 bei dem Nachwuchs-Wettbewerb Devteri Akroasi Neon Erminevton Mikris Arktou (), bei dem sie ausgezeichnet wurde.
2008 veröffentlichte Zouganeli ihr erstes Album Ela. Ihre Lieder werden als populäre griechische Kunstlieder oder Entechno Tragoudi charakterisiert, vermischt mit Pop- und Rock-Elementen.
Ab 2004 trat sie vermehrt öffentlich auf, unter anderem 2011 bei der Abschlussfeier der 13. Special Olympics im Kallimarmaro Stadion in Athen. Es folgten andere für ihre Karriere wichtige Auftritte. 2014 sang sie mit Giorgos Dalaras im Megaro Mousikis bei dem Konzert Die Poesie in der Musik von Mikis Theodorakis (Η ποίηση στη μουσική του Μίκη Θεοδωράκη). Kurz danach, im Jul 2014, anlässlich des 20. Todestages von Melina Mercouri stellte sie im Odeio Irodou Attikou die bekannte griechische Schauspielerin und Sängerin dar. Dieser Live-Auftritt wurde als doppelte CD Να με θυμάσαι και να μ'αγαπάς (Na me thimase kai na m'agapas, „Erinnere dich meiner und liebe mich“) herausgegeben. Im folgenden Jahr spielte Zouganeli die Rolle der Édith Piaf in dem gleichnamigen Stück von Pam Gems im Nationaltheater auf der Kotopouli Rex Bühne.
2019 und 2020 nahm sie als Jury-Mitglied an der griechischen Realityshow „The Voice of Greece“ im Fernsehsender SKAI teil.
Im April 2021 kam ihr erstes digitales Album Parto Allios heraus.

## Auszeichnungen
Zouganeli erhielt 2010 die Platin-Schallplatte für ihr Album Ela und gleichzeitig auch die Goldene Schallplatte für ihr Album Exodos 2.

## Diskografie

### Alben
- 2008: Ela (Έλα)
- 2010: Exodos 2 (Έξοδος 2)
- 2013: Metakomisi tora (Μετακόμιση τώρα)
- 2015: M' agapouses ki anthize (Μ’ αγαπούσες κι άνθιζε)
- 2018: Pou me ftasane oi erotes (Που με φτάσανε οι έρωτες)
- 2021: Parto Allios (Πάρ'το Αλλιώς)
- 2022: Τι na leme tora (Τι Να Λέμε Τώρα)

### Live-Alben
- 2011: Eipa stous filous mou … (Είπα στους φίλους μου …)
- 2014: Na me thimase kai na m'agapas (Ta tragoudia tis Melinas) (Να με θυμάσαι και να μ'αγαπάς (Τα τραγούδια της Μελίνας))

### Singles (Auswahl)
- 2007: Ipa Stous Filous (mit Lavrentis Machairitsas)
- 2008: Ela (mit Panos Mouzourakis)
- 2008: Kopse Ke Mirase
- 2011: Ta Leme
- 2011: Ego Milao Gia Dinami
- 2011: Akrogialies Dilina
- 2013: I Epimoni Sou (mit Kostas Leivadas)
- 2014: Apo Erota...
- 2015: Os Ki I Thalasses
- 2018: Deftera Klidia
- 2018: Agapi Demeni
- 2019: Kapou S' Eho Xanadi
- 2019: To Kokkino Potami